# Fissarena arcoona
Fissarena arcoona là một loài nhện trong họ Trochanteriidae. Loài này phân bố ở Nam Úc.